# Monster Hunter (игра)
Monster Hunter — компьютерная игра в жанре action RPG для консоли PlayStation 2. Разработкой и публикацией игры занималась компания Capcom. Monster Hunter была переделана и расширена, вследствие чего была выпущена Monster Hunter G, которая была реализована в Японии для PlayStation 2. Затем была выпущена в Северной Америке и Европе под названием Monster Hunter Freedom для PlayStation Portable. Так же, позже она портировалась на Wii.
Большую часть игры занимает однопользовательская игра в оффлайн-режиме. Но большинство контента содержится именно в онлайн-режиме. При этом не все монстры доступны в оффлайн режиме, и награды за убийство там ниже. Целью игры онлайн является достижение наивысшего ранга охотника.

## Геймплей
Monster Hunter ставит игрока на место Охотника, обязанного выполнять различные задания для получения славы. Доспехи, оружие и прочие предметы созданы из костей, чешуи и рогов различных игровых монстров. Так же, как и в Phantasy Star Online, игрокам разрешено собирать команду из 4 Охотников и отправляется онлайн на миссии для убийства сильнейших монстров.
Monster Hunter играется путём выполнения заданий, которые даёт Старейшина деревни, либо взять задание в Гильдии. Квесты могут быть подразделены на 4 категории: охота, сбор, поимка и эвенты. Так же, они разделены на уровни от 1 до 8. Квесты уровня выше становятся доступны, когда все задания прошлого будут выполнены.
3 типа квестов:
- Охота: Квесты на охоту составляют основную часть возможных заданий. Как следует из названия, игроку предстоит сражаться с монстром или группами монстров.
- Сбор: Квесты на сбор — это квесты, в которых игроку предстоит собирать различные предметы, как травы и части монстров.
- Поимка: Охотник должен ослабить, но не убить добычу, а затем поймать её в ловушку.

Эвенты являются привилегией онлайн-режима игры. Каждую неделю, новый эвент доступен для Охотников любого ранга. Эти квесты различаются по стилю и сложности. Некоторые и редчайших оружий могут быть созданы из предметов, которые есть только в эвентах. Эвенты не обязательны при прохождении игры, но являются хорошим путём для получения опыта и редких предметов. В каждом задании охотник может быть вырублен 3 раза, 3-й сводит задание на нет и охотник возвращается в хаб, потеряв все предметы которые потратил во время задания. Исключением являются только некоторые эвенты, в которых лишь 1 смерть ведёт к провалу.
Охотники могут быть разделены на Blademaster и стрелков. Blademaster имеет доступ к 5 видам оружия: Great Sword(GS), Sword & Shield(SNS), Dual Swords(DS)(DS недоступны в японской версии игры), Hammer, Lance. Оружие Blademaster могут иметь следующие элементы: Fire, Water, Lightning, Dragon эти элементы дают дополнительный урон монстрам, имеющим слабость к этим элементам, некоторые монстры в разных частях тела имеют уязвимость для разных элементов. Ещё есть status element: Sleep, Poison, Paralys эти элементы позволяют усыпить монстра, что позволяет нанести монстру повышенный урон, отравление наносит монстру постепенный небольшой урон, у некоторых монстров отравление отключает некоторые атаки, парализовав монстра охотник может нанести как можно больше урона не боясь получить в отмашку. Gunner'ы имеют доступ к двум видам оружий: Light Bowgun(LBG) и Heavy Bowgun(HBG) Bowgun'ы имеют показатель атаки но урон по большей части зависит от того какие патроны игрок поставит, стандартный вид патронов это Normal S 1-3LV чем выше LV тем выше урон у патрона, 1LV Normal S патронов бесконечен, 2 и 3 могут браться в количестве 99 штук. Pierce S патроны имеющие свойство проникать в тело монстра и пробивать сразу несколько его частей нанося каждой части урон, самый высокий урон приходится на первую часть в которую попал патрон, 2 и 3LV имеют больший урон но меньшее количество пробиваемых частей. Pellet S работают как дробовик выстреливая множеством острых осколков в разные стороны, покрывая таким образом огромную площадь, этими патронами необходимо стрелять на очень близких дистанциях. Crag S являются разрывными патронами, они втыкаются в часть монстра и через пару секунд взрываются нанося дробящий эффект, таким образом лучше стрелять ими в голову монстра чтобы оглушить его. Clust S врезаясь в монстра рассыпаются на множество маленьких бомб, каждая из которых падая взрывается нанося взрывной урон. Flaming S, Ice S (water), Thunder S, Dragon S эти патроны наносят элементальный урон с небольшим физическим эти патроны имеют лишь один LV. Recov S позволяют восполнять HP союзников имеют 1 и 2LV. Poison S отравляет монстра и имеет 1 и 2LV. Stun S накладывает эффект Paralys и имеет 1 и 2LV. Sleep S накладывает эффект Sleep и имеет 1 и 2LV. Tranq S позволяет усыпить монстра в ловушке и поймать имеет 1LV. Paint S помечает монстра как и peintball имеет 1LV. Demon S повышает атаку союзникам и имеет 1LV. Armor S повышает защиту союзников. Disk S имеет свойство рикошета. Antidote S снимает с союзников эффект Poison. Dung S позволяет прогнать монстра так же как Dung Bomb.
Броня разделена на 2 типа, Blademaster и Gunner, Стрелковая броня имеет меньшую защиту. Броня состоит из 5 частей это шлем, нагрудник, наручи, пояс и сапоги с штанами, каждая часть брони содержит свои навыки(Skills), чтобы навык заработал нужно чтоб количество его очков составляло 10, тогда как в каждой отдельной части брони навык может содержать разное кол-во очков например 1 или 3, таким образом чтоб собрать нужные игроку навыки необходимо комбинировать разные части разных сетов собирая тем самым "солянки" это неотъемлемая часть игры и залог удачной охоты, многие игроки совершают ошибку собирая полный сет брони с одного монстра и получают множество ненужных или не полных навыков тем самым сводя на нет смысл игровых механик.
Комбинирование ингредиентов для создания лучших является одной из основ геймплея Monster Hunter. Например, объединив Herb и Blue Mushroom получаем Potion а смешав его с Honey получаем Mega Potion. В игре большинство комбинаций придётся открывать самому. При создании любого предмета есть шанс успешного создания, для всех предметов он разный, если шанс низкий то его легко можно повысить специальными книгами Book of Combos . Очень многие предметы появляются лишь благодаря комбинированию.

## Разработка
Monster Hunter был частью идеи Capcom по разработке 3 игр, задействующих интернет на PlayStation 2. Другими 2 играми были Auto Modellista и Resident Evil Outbreak. Capcom планировал, что хотя бы одна игра продастся тиражом в 1 миллион копий. В итоге, было продано по миллиону копий Monster Hunter и Resident Evil Outbreak.

### Поддержка игры онлайн
Онлайн сервера Monster Hunter за пределами Японии были закрыты 31 Декабря 2007 года. Последний сервер был закрыт 1 апреля 2008 года.
«После более, чем 3 лет онлайн поддержки, компания, содержавшая сервера Resident Evil Outbreak и Monster Hunter, решила перестать поддерживать сервера обеих игр для PlayStation 2»
Сервера Monster Hunter в Японии были закрыты 1 июля 2011 года.
(Только для PlayStation 2)

## Оценки
| Сводный рейтинг           | Сводный рейтинг |
| Агрегатор                 | Оценка          |
| ------------------------- | --------------- |
| GameRankings              | 68,97 %         |
| Metacritic                | 68/100          |
| Иноязычные издания        |                 |
| Издание                   | Оценка          |
| Edge                      | 8/10            |
| EGM                       | 8/10            |
| Famitsu                   | 32/40           |
| Game Informer             | 5/10            |
| GameRevolution            | C               |
| GameSpot                  | 5,7/10          |
| GameSpy                   | [ 11 ]          |
| GameZone                  | 7/10            |
| IGN                       | 7,2/10          |
| OPM                       | [ 14 ]          |
| The Sydney Morning Herald | [ 15 ]          |

## Продолжения
Monster Hunter 2 был реализован в Японии 16 Февраля 2006; Monster Hunter Freedom 2, основанный на Monster Hunter 2, был реализован во всём мире в течение 2007 года. Monster Hunter Freedom Unite — ещё одна дополненная часть PSP-версии игры.
Monster Hunter Tri изначально был анонсирован для PlayStation 3, однако был перенесён на Wii. Она включает в себя множество новых миссий, а также новых монстров и предметы. Эта информация была объявлена в 2007 году на японской пресс-конференции Nintendo.